# Autobus szynowy

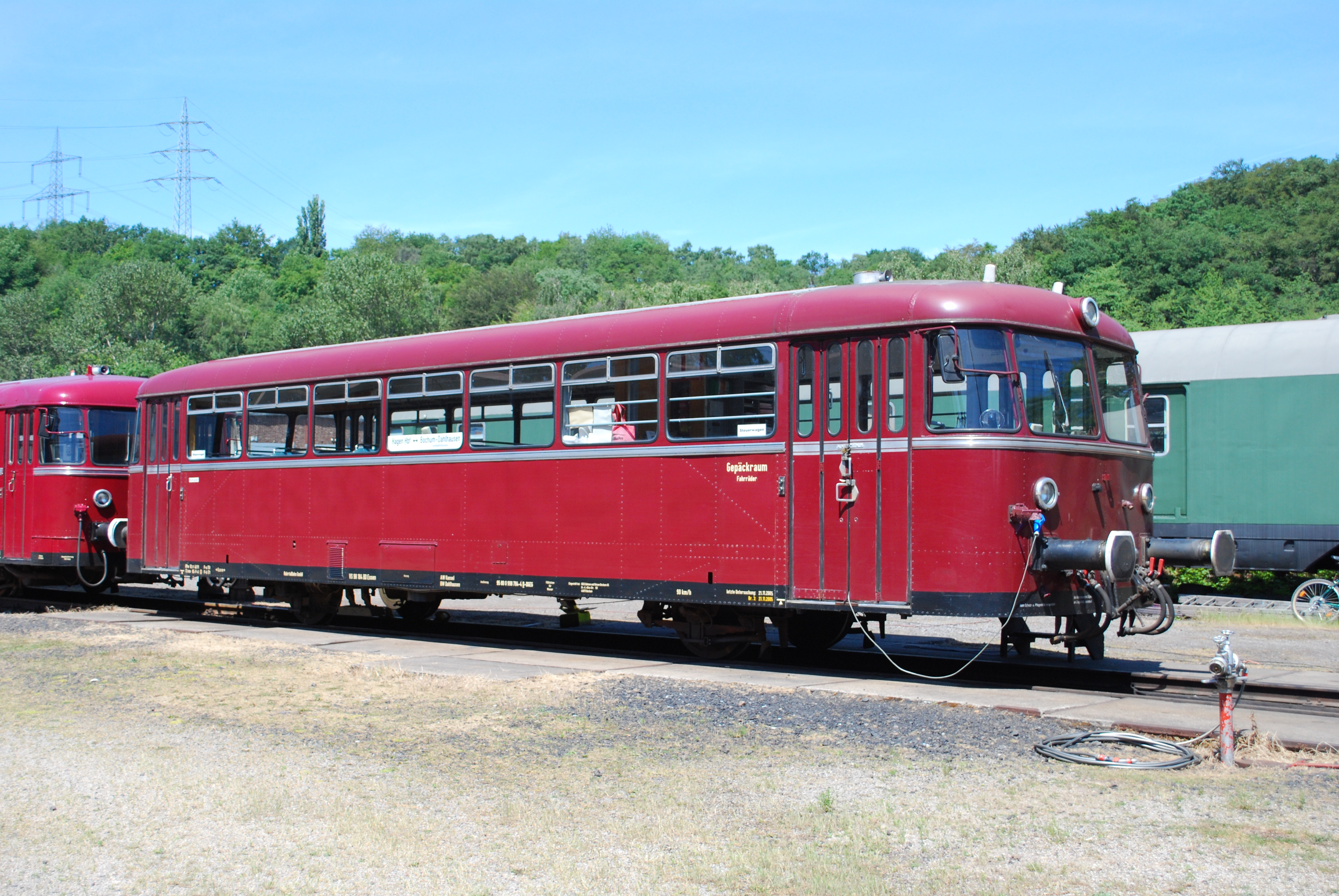
Zachodnioniemiecki autobus szynowy DB VT 98

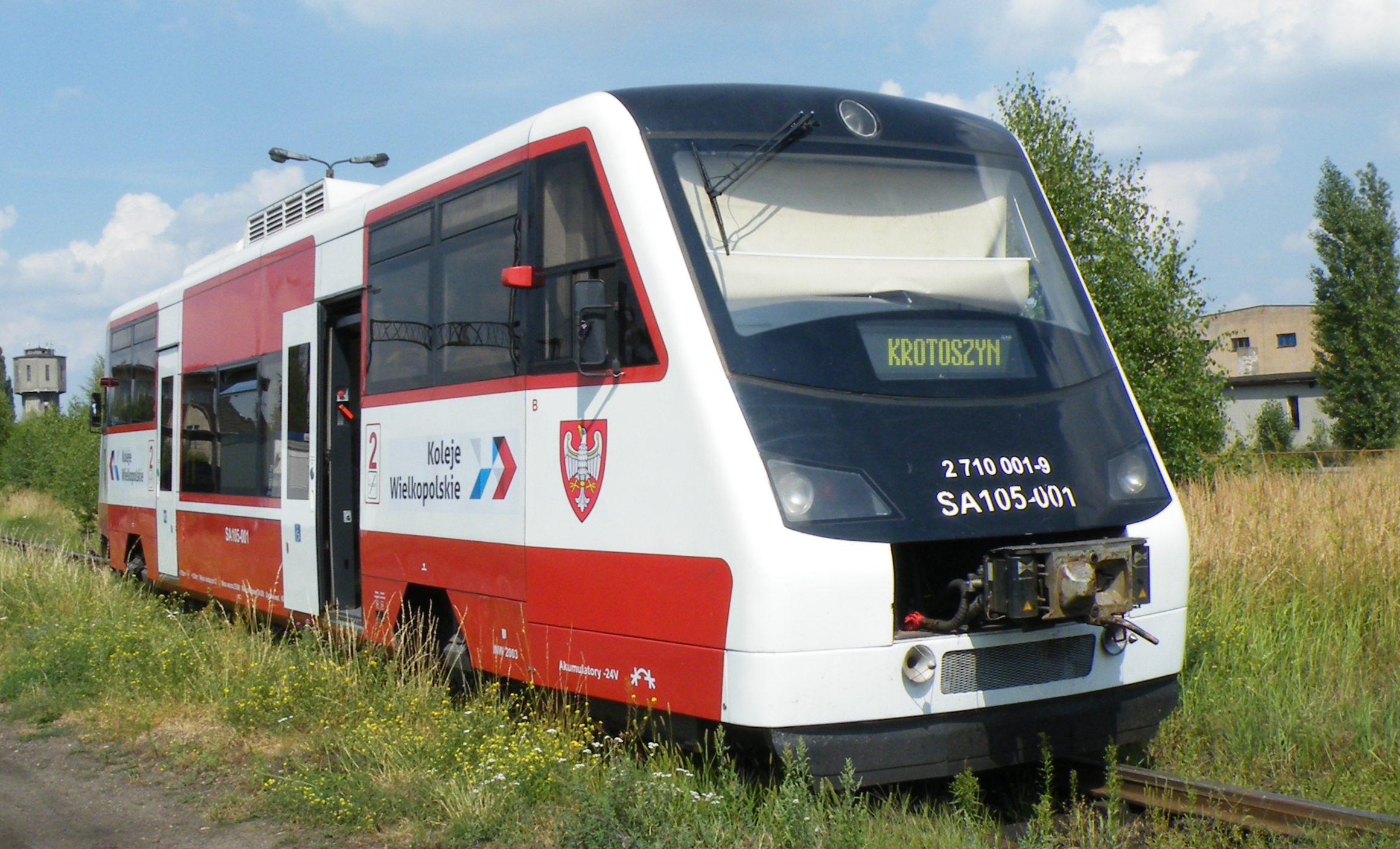
Szynobus SA105

Autobus szynowy (potocznie szynobus) – lekki wagon silnikowy lub zespół trakcyjny o napędzie spalinowym, służący do obsługi ruchu pasażerskiego na liniach o niewielkich potokach podróżnych.
W porównaniu z tradycyjnym pociągiem o podobnej pojemności (lokomotywa oraz 1–2 wagony) charakteryzuje się większymi przyspieszeniami, mniejszym zużyciem paliwa i większymi prędkościami osiąganymi na tych samych – zwykle drugorzędnych – szlakach.
Współcześnie w Polsce autobusami szynowymi (szynobusami) określane są błędnie także ciężkie wagony spalinowe o dużych mocach i gabarytach, a także niektóre elektryczne wagony silnikowe. Model EN81 jest określany przez producenta jako „elektryczny autobus szynowy”.

## Konstrukcja
Szynobus jest zwykle pojazdem dwuosiowym o masie ok. 20 ton, z ok. 40–50 miejscami siedzącymi. Dla zwiększenia pojemności pociągu szynobusy można łączyć ze sobą. W przypadku wyposażenia w odpowiednio mocny zespół napędowy i odpowiednie sprzęgi (mechaniczny, hamulcowy, elektryczny), szynobus może ciągnąć zwykłe lub odpowiednio dostosowane do niego konstrukcyjnie (np. wyposażone w kabinę maszynisty) wagony doczepne. Sporadycznie budowane są także zespoły trakcyjne o konstrukcji typowej dla szynobusu, złożone z dwóch lub trzech wagonów (zwykle 1-2 wagony napędzane i 1 doczepny, w kabiny maszynisty wyposażone są wówczas tylko końcowe wagony).
Aby odciążyć konstrukcję szynobusu, w porównaniu z klasycznym taborem kolejowym, stosowane są szeroko elementy wykonane z tworzyw sztucznych i typowe podzespoły produkowane masowo w przemyśle samochodowym, rezygnuje się z klasycznych, masywnych urządzeń sprzęgowych (lub stosuje się sprzęgi i zderzaki o lżejszej konstrukcji).

## Historia
Pierwsze konstrukcje szynobusów powstały wraz z rozwojem motoryzacji poprzez zamianę ogumionych kół w autobusie na kolejowe koła stalowe z obrzeżami. Pojazdy takie cechowały się jednak niską trwałością ze względu na zbyt lekką konstrukcję nośną, ponadto nie zapewniały elementarnego bezpieczeństwa w przypadku kolizji z taborem kolejowym. Z tego względu dla potrzeb kolei lokalnych budowano w okresie międzywojennym przede wszystkim niewielkie wagony spalinowe, zazwyczaj dwuosiowe, o typowo kolejowej skrajni i urządzeniach sprzęgowych, z masywną ramą nośną.
Do rozwoju szynobusów powrócono z początkiem lat 50. XX wieku, gdy masowa motoryzacja zagroziła poważnie istnieniu kolei lokalnych i szukano sposobu potanienia produkcji i eksploatacji taboru kolejowego do ich obsługi. W wielu krajach europejskich powstały udane pojazdy tego typu, produkowane w setkach i tysiącach egzemplarzy, pozwalając na racjonalną i atrakcyjną dla pasażerów eksploatację lokalnych linii kolejowych (np. seria VT98 kolei niemieckich, seria 810 kolei czeskich i słowackich).
W większości krajów europejskich od lat 90. XX wieku, ze względu na dynamicznie wzrastającą popularność kolei regionalnych, przepełnienie pociągów oraz konieczność zachowania wysokich standardów bezpieczeństwa zaprzestano rozwoju konstrukcji szynobusów na rzecz nowoczesnych, wielkogabarytowych wagonów spalinowych, często wyposażonych w obniżoną podłogę dla ułatwienia obsługi niskich peronów.